# Maechidius jobiensis
Maechidius jobiensis är en skalbaggsart som beskrevs av Moser 1920. Maechidius jobiensis ingår i släktet Maechidius och familjen Melolonthidae. Inga underarter finns listade i Catalogue of Life.